# Radim Vrbata
Radim Vrbata (* 13. června 1981, Mladá Boleslav) je bývalý profesionální český hokejista, který hrál NHL naposledy v klubu Florida Panthers. Svůj poslední zápas v kariéře odehrál 8. dubna 2018.

## Ocenění a úspěchy
- 1999 CHL – Top Prospects Game
- 2001 QMJHL – První All–Star Tým
- 2002 NHL – Nováček měsíce února
- 2005 ČHL/SHL – Utkání hvězd české a slovenské extraligy
- 2005 ČHL – Nejlepší hráč v pobytu na ledě +/−
- 2012 NHL – Nejvíce vstřelených vítězných branek
- 2015 NHL – All-Star Game

## Prvenství

### NHL
- Debut – 20. listopadu 2001 (New York Rangers proti Colorado Avalanche)
- První asistence – 20. listopadu 2001 (New York Rangers proti Colorado Avalanche)
- První gól – 21. listopadu 2001 (New York Islanders proti Colorado Avalanche, kanadskému brankáři Chrisu Osgoodovi)
- První hattrick – 8. února 2002 (Minnesota Wild proti Colorado Avalanche)

### ČHL
- Debut – 17. září 2004 (HC Moeller Pardubice proti Bílí Tygři Liberec)
- První gól – 17. září 2004 (HC Moeller Pardubice proti Bílí Tygři Liberec, slovenskému brankáři Jánu Lašákovi)
- První asistence – 19. září 2004 (Bílí Tygři Liberec proti HC Dukla Jihlava)

## Klubové statistiky
| Sezóna       | Klub                  | Soutěž       |      | Základní část | Základní část | Základní část | Základní část | Základní část |   | Play off | Play off | Play off | Play off | Play off |
| Sezóna       | Klub                  | Soutěž       | Z    | G             | A             | B             | TM            | Z             | G | A        | B        | TM       |          |          |
| 1998–99      | Hull Olympiques       | QMJHL        | 54   | 22            | 38            | 60            | 16            | 23            | 6 | 13       | 19       | 6        |          |          |
| 1999–00      | Hull Olympiques       | QMJHL        | 58   | 29            | 45            | 74            | 26            | 15            | 3 | 9        | 12       | 8        |          |          |
| 2000–01      | Shawinigan Cataractes | QMJHL        | 55   | 56            | 64            | 120           | 67            | 10            | 4 | 7        | 11       | 4        |          |          |
| 2001–02      | Colorado Avalanche    | NHL          | 52   | 18            | 12            | 30            | 14            | 9             | 0 | 0        | 0        | 0        |          |          |
| 2001–02      | Hershey Bears         | AHL          | 20   | 8             | 14            | 22            | 8             | —             | — | —        | —        | —        |          |          |
| 2002–03      | Colorado Avalanche    | NHL          | 66   | 11            | 19            | 30            | 16            | —             | — | —        | —        | —        |          |          |
| 2002–03      | Carolina Hurricanes   | NHL          | 10   | 5             | 0             | 5             | 2             | —             | — | —        | —        | —        |          |          |
| 2003–04      | Carolina Hurricanes   | NHL          | 80   | 12            | 13            | 25            | 24            | —             | — | —        | —        | —        |          |          |
| 2004–05      | Bílí Tygři Liberec    | ČHL          | 45   | 18            | 21            | 39            | 91            | 12            | 3 | 2        | 5        | 0        |          |          |
| 2005–06      | Carolina Hurricanes   | NHL          | 16   | 2             | 3             | 5             | 6             | —             | — | —        | —        | —        |          |          |
| 2005–06      | Chicago Blackhawks    | NHL          | 45   | 13            | 21            | 34            | 16            | —             | — | —        | —        | —        |          |          |
| 2006–07      | Chicago Blackhawks    | NHL          | 77   | 14            | 27            | 41            | 26            | —             | — | —        | —        | —        |          |          |
| 2007–08      | Phoenix Coyotes       | NHL          | 76   | 27            | 29            | 56            | 14            | —             | — | —        | —        | —        |          |          |
| 2008–09      | Tampa Bay Lightning   | NHL          | 18   | 3             | 3             | 6             | 8             | —             | — | —        | —        | —        |          |          |
| 2008–09      | BK Mladá Boleslav     | ČHL          | 11   | 5             | 3             | 8             | 18            | —             | — | —        | —        | —        |          |          |
| 2008–09      | Bílí Tygři Liberec    | ČHL          | 7    | 7             | 2             | 9             | 2             | 3             | 0 | 1        | 1        | 2        |          |          |
| 2009–10      | Phoenix Coyotes       | NHL          | 82   | 24            | 19            | 43            | 24            | 7             | 2 | 2        | 4        | 4        |          |          |
| 2010–11      | Phoenix Coyotes       | NHL          | 79   | 19            | 29            | 48            | 20            | 4             | 2 | 3        | 5        | 0        |          |          |
| 2011–12      | Phoenix Coyotes       | NHL          | 77   | 35            | 27            | 62            | 24            | 16            | 2 | 3        | 5        | 8        |          |          |
| 2012–13      | Phoenix Coyotes       | NHL          | 34   | 12            | 16            | 28            | 14            | —             | — | —        | —        | —        |          |          |
| 2013–14      | Phoenix Coyotes       | NHL          | 80   | 20            | 31            | 51            | 22            | —             | — | —        | —        | —        |          |          |
| 2014–15      | Vancouver Canucks     | NHL          | 79   | 31            | 32            | 63            | 20            | 6             | 2 | 2        | 4        | 0        |          |          |
| 2015–16      | Vancouver Canucks     | NHL          | 63   | 13            | 14            | 27            | 12            | —             | — | —        | —        | —        |          |          |
| 2016–17      | Arizona Coyotes       | NHL          | 81   | 20            | 35            | 55            | 16            | —             | — | —        | —        | —        |          |          |
| 2017–18      | Florida Panthers      | NHL          | 42   | 5             | 9             | 14            | 16            | —             | — | —        | —        | —        |          |          |
| Celkem v NHL | Celkem v NHL          | Celkem v NHL | 1057 | 284           | 339           | 623           | 294           | 42            | 8 | 10       | 18       | 12       |          |          |
| Celkem v ČHL | Celkem v ČHL          | Celkem v ČHL | 63   | 30            | 26            | 56            | 111           | 15            | 3 | 3        | 6        | 2        |          |          |
| Celkem v AHL | Celkem v AHL          | Celkem v AHL | 20   | 8             | 14            | 22            | 8             | 1             | 0 | 1        | 1        | 2        |          |          |

## Reprezentační statistiky
| Rok             | Tým             | Soutěž          | Z  | G  | A | B  | TM |
| --------------- | --------------- | --------------- | -- | -- | - | -- | -- |
| 2001            | Česko 20        | MSJ             | 7  | 1  | 2 | 3  | 4  |
| 2003            | Česko           | MS              | 9  | 3  | 3 | 6  | 2  |
| 2005            | Česko           | MS              | 3  | 0  | 1 | 1  | 0  |
| 2008            | Česko           | MS              | 7  | 5  | 2 | 7  | 4  |
| 2013            | Česko           | MS              | 8  | 2  | 1 | 3  | 4  |
| Junioři celkově | Junioři celkově | Junioři celkově | 7  | 1  | 2 | 3  | 4  |
| Senioři celkově | Senioři celkově | Senioři celkově | 27 | 10 | 7 | 17 | 10 |